# Elimia olivula
Elimia olivula là một loài ốc nước ngọt với một cái nấp. Nó thuộc lớp chân bụng nhuyễn thể thuộc họ Pleuroceridae. Đây là loài đặc hữu của Mỹ.